# Jevgenia Zinoerova
Jevgenia Zinoerova (Russisch: Евгения Зинурова) (18 juni 1982) is een Russische middellangeafstandsloopster, die is gespecialiseerd in de 800 m. Haar grootste successen behaalde ze in eerste instantie op de estafettenummers. Ze maakte tweemaal deel uit van een team, dat het wereldrecord op de 4 x 800 m estafette verbeterde, de laatste maal in februari 2010. In 2011 boekte zij echter haar grootste individuele triomf door Europees indoorkampioene te worden.

## Loopbaan
Op 10 februari 2008 verbeterde Zinoerova op de Russische indoorkampioenschappen in Moskou met haar teamgenotes Olga Kotljarova, Maria Savinova en Natalia Ignatova het wereldrecord op de 4 x 800 m estafette tot 8.14,53. Ze kwam als startloopster in haar 800 m door in een snelle 2.01,8 en was met haar team vier seconden sneller dan het oude record (8.18,54), dat op 11 februari 2007 werd gelopen in Wolgograd.
Twee jaar later deed Zinoerova er tijdens indoorwedstrijden in Moskou nog eens een schepje bovenop. Ditmaal kwam zij samen met Tatjana Andrianova, Oksana Spasovhodskaja en Jelena Kofanova zelfs tot 8.12,41, waarbij vooral Zinoerova er met haar tijd van 1.58,01 voor zorgde, dat het oude record uit de boeken verdween. Hiermee bevestigde zij, dat ze op dat moment eerste op de wereldranglijst stond.
In juli 2012 maakte de Russische atletiekbond bekend, dat ze voor twee jaar is geschorst wegens afwijkende waarden in haar biologisch paspoort. Haar schorsing ging in op september 2011 en liep tot september 2013.

## Titels
- Europees indoorkampioene 800 m - 2011
- Russisch kampioene 800 m - 2008

## Persoonlijke records
Outdoor
| Onderdeel | Prestatie | Datum        | Plaats       |
| --------- | --------- | ------------ | ------------ |
| 400 m     | 54,14 s   | 2008         | Tsjeljabinsk |
| 800 m     | 1.58,04   | 17 juli 2008 | Kazan        |
| 1500 m    | 4.10,26   | 25 juli 2009 | Tsjeboksary  |

Indoor
| Onderdeel | Prestatie | Datum            | Plaats |
| --------- | --------- | ---------------- | ------ |
| 800 m     | 1.58,65   | 14 februari 2010 | Moskou |
| 1000 m    | 2.36,32   | 6 februari 2011  | Moskou |
| 1500 m    | 4.15,65   | 18 januari 2011  | Moskou |

## Palmares

### 800 m
- 2010: 6e WK indoor - 2.01,68
- 2011:  EK indoor - 2.00,19